# 걸리 보이
걸리 보이(Gully Boy)는 인도에서 제작된 조야 악타르 감독의 2019년 드라마 영화이다.

## 출연
- 란비르 싱
- 알리아 바트
- 칼키 코이클린
- 라자 쿠마리